# Rosita Serrano
Rosita Serrano, enligt uppgift född 10 juni 1914 i Viña del Mar i Chile, död 6 april 1997 i Santiago de Chile, var en chilensk sångerska. Hon gick under smeknamnet ”Den chilenska näktergalen”.

## Biografi
Rosita Serrano föddes som María Martha Esther Aldunate del Campo. Hon var dotter till Héctor Aldunate och sångerskan Sofía del Campo. Som ung åtföljde hon sin mor på hennes turnéer och började också att själv sjunga och debuterade i Lissabon innan hon i början av 1937 tillsammans med sin mor kom till Berlin, där hon efter en tid fick engagemang för att framföra sina sydamerikanska sånger, ofta ackompanjerande sig själv på gitarr. 
Efter ett äktenskap med en diplomat på 1930-talet bar hon namnet Ester Aldunate De Villegas, men använde artistnamnet Rosita Serrano. Hennes framträdanden blev mycket populära och hon fick 1937 skivkontrakt med Telefunken, som gav henne epitetet ”den chilenska näktergalen” (Die chilenische Nachtigall) och från 1938 gjorde talrika inspelningar med henne. Hennes skivor såldes i stora upplagor och kända tonsättare, som Michael Jary skrev musik för henne. Framgångarna medförde också att hon fick några mindre filmroller, främst för att framföra sin musik. Hon turnerade flitigt och sågs ofta som gäst i Hitlers sällskap.
Under en turné till Sverige och Finland 1943 medverkade hon i en insamlingsgala till förmån för judiska flyktingar. Detta sågs inte med blida ögon av tyskarna. Hennes filmer och skivor totalförbjöds, så hon vågade inte återvända till Tyskland. Hon bosatte sig i Sverige och lärde sig att sjunga på svenska. Hennes sånger och visaftnar blev mycket uppskattade. Efter kriget försökte hon sig på en ny karriär i USA, men amerikanarna förhöll sig kallsinniga. Hon återvände, 1951, till Tyskland, men flyttade småningom tillbaka hem till Chile.

## Teater och revy

### Roller
| År   | Roll        | Produktion | Regi             | Teater            |
| ---- | ----------- | ---------- | ---------------- | ----------------- |
| 1944 | Medverkande | Wallyrevyn | Leif Amble-Naess | Cirkus, Stockholm |